# Ermita de San Miguel Arcángel (Alquería de la Condesa)
La Ermita de San Miguel Arcángel es un templo situado en la montaña de Sant Miquel, en el municipio valenciano de Alquería de la Condesa (España). Está declarado Bien de Relevancia Local con identificador número 46.25.037-002.

## Historia
La Montañeta de Sant Miquel, donde se alza la ermita, es el punto donde convergen los municipios de Fuente Encarroz, Alquería de la Condesa y Rafelcofer. En la zona, conocida como El Rabat, se han encontrado restos de ocupación humana desde la Edad del Bronce.
Aunque la ermita original se estima que fue construida en el siglo XVI, con posterioridad fue modificada en muchas ocasiones, por lo que su aspecto actual se corresponde con actuaciones mucho más modernas.
Cuando en 1773 se produjo la segregación de los municipios de Rafelcofer y Alquería de la Condesa, ambas poblaciones disputaron la titularidad de la ermita. Ante la imposibilidad de llegar a un acuerdo, se tomó la decisión de colocarla bajo la administración de Fuente Encarroz, que era en la época el municipio más importante de la baronía del Rebollet. De esta forma, aunque el templo y su entorno se encuentran geográficamente dentro del término de Alquería de la Condesa y muy próximos al de Rafelcofer, su propiedad pertenece desde entonces a Fuente Encarroz.

## Descripción
El edificio es de estilo gótico, con porche de tres arcos y frontón sencillo rematado en una espadaña. La cubierta es de teja a dos aguas, como la casa del ermitaño anexa.
El interior es de planta cuadrada. Presenta una única nave con techo de madera que descansa sobre arcos diafragmáticos. Aproximadamente a la mitad del recinto hay un púlpito exento que se apoya sobre uno de estos arcos. Una zapata recorre los paramentos. En el muro del testero, tras el altar, hay un retablo pintado de inspiración gótico. La imagen original del titular se hallaba sobre una ménsula, pero fue robado, por lo que pasó a conservarse en la iglesia parroquial de San Antonino Mártir de Fuente Encarroz.